# Narsingi
Narsingi é uma vila no distrito de Rangareddi, no estado indiano de Andhra Pradesh.

## Geografia
Narsingi está localizada a 18° 02′ N, 78° 26′ L. Tem uma altitude média de 529 metros (1 735 pés).

## Demografia
Segundo o censo de 2001, Narsingi tinha uma população de 6182 habitantes. Os indivíduos do sexo masculino constituem 52% da população e os do sexo feminino 48%. Narsingi tem uma taxa de literacia de 59%, inferior à média nacional de 59,5%: a literacia no sexo masculino é de 60% e no sexo feminino é de 57%. Em Narsingi, 14% da população está abaixo dos 6 anos de idade.